# Clem Leroy
Clem Leroy (Hasselt, 27 augustus 1998) is een Belgische handbalkeeper.

## Levensloop
Op 18-jarige leeftijd (2016) maakte Leroy de overstap van eersteklasser Kreasa Houthalen naar Achilles Bocholt. Leroy werd in het seizoen 2019/20 uitgeroepen tot beste keeper van de BENE-League.